# Скобари
Скобари́ — обобщённое разговорное название жителей Пскова и Псковщины.

## Этимология
По одной из версий слово скобарь происходит от псковских скобяных изделий, поставки которых шли на строительство Санкт-Петербурга. По другой версии оно произошло от названия Скопской волости, упоминающейся в псковских летописях XV века. В самом Санкт-Петербурге скобарями называли жителей села Рыбацкое. По приказу Петра I от 1714 года сюда были переселены около двухсот семейств рыбаков из-под Пскова.
Впоследствии[когда?] это слово приобрело негативный оттенок и использовалось для характеристики невоспитанных провинциалов, скобарям приписывались черты неприветливости, суровости и недоверчивости, а также жадности.

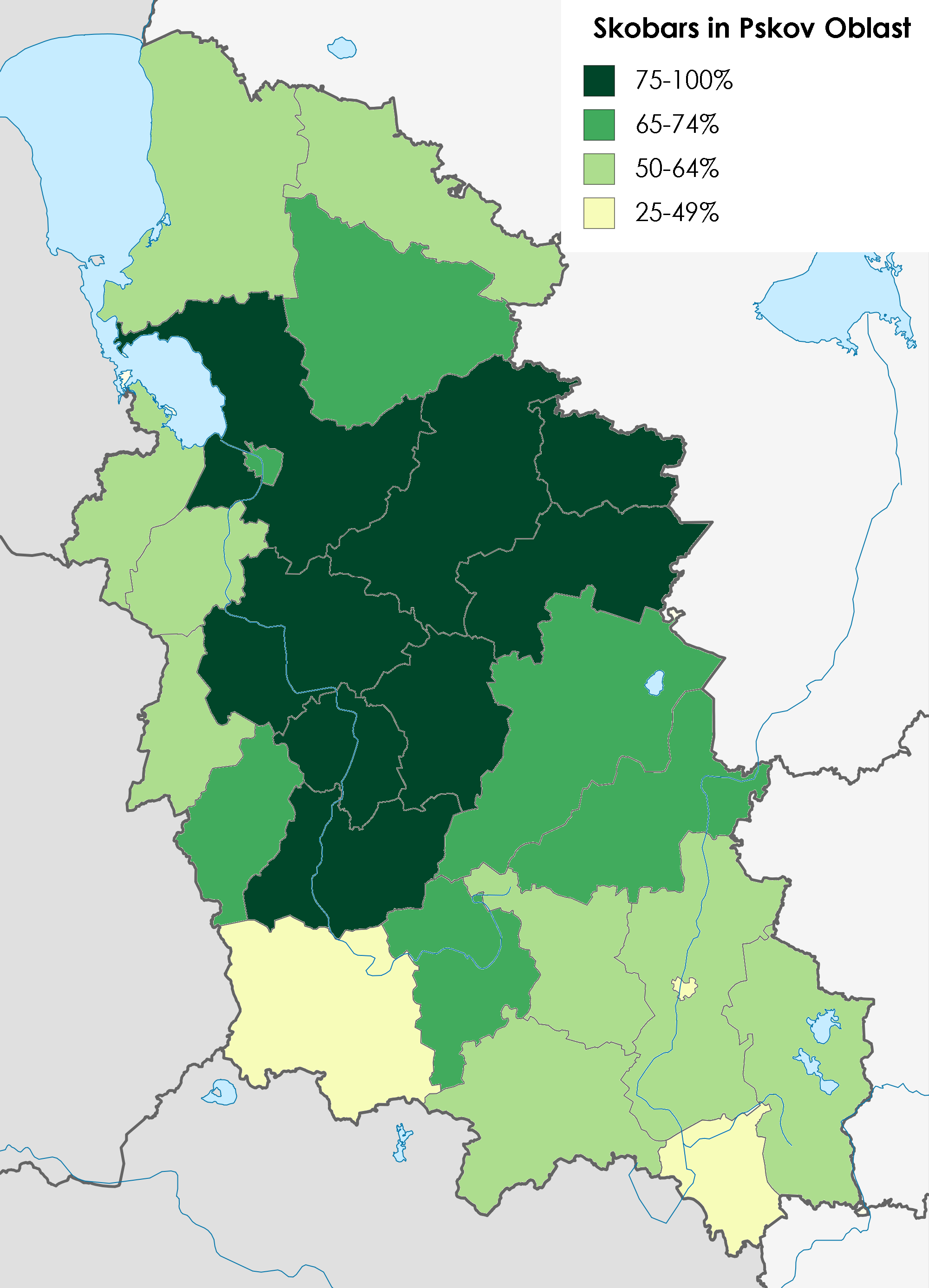
Доля коренного населения, использующего региональное самоназвание «скобарь»

## Употребления слова
По данным опросов ПсковГУ 2002—2003 годов, около 60 % уроженцев Псковской области пользовались региональным самоназванием «скобарь», а также от 5 до 10 % жителей соседних приграничных районов, особенно Солецкого района Новгородской области и Торопецкого района Тверской области, территории которых ранее входили в Псковскую губернию. Всего по данным опроса, около половины жителей Псковской области достаточно часто используют самоназвание «скобарь», а треть — вовсе не используют, остальные — используют крайне редко или затруднились с ответом.

## Интересные факты
- Ежегодно с 2011 года для привлечения туристов в городе Пскове проводится кузнечный фестиваль «День Скобаря»[5].
- В июле 2014 г. на центральной аллее Детского парка в Пскове в рамках проекта «Городские легенды» появился новый памятник — бронзовая фигура Скобаря — псковского кузнеца, держащего в руках несгибаемую подкову (работа скульптора Игоря Голубева, члена союза художников Беларуси)[6].
- В центре Пскова торгует сувенирная лавка «Скобарь»[7].
- Издаётся литературный альманах «Скобари», есть две спортивных команды с таким названием.